# Vaux-sur-Mer
Vaux-sur-Mer is een gemeente in het Franse departement Charente-Maritime (regio Nouvelle-Aquitaine). De plaats maakt deel uit van het arrondissement Rochefort. Vaux-sur-Mer telde op 1 januari 2022 4.030 inwoners.

## Geografie
De oppervlakte van Vaux-sur-Mer bedroeg op 1 januari 2022 5,97 vierkante kilometer; de bevolkingsdichtheid was toen 675 inwoners per km².
{
De onderstaande kaart toont de ligging van Vaux-sur-Mer met de belangrijkste infrastructuur en aangrenzende gemeenten.

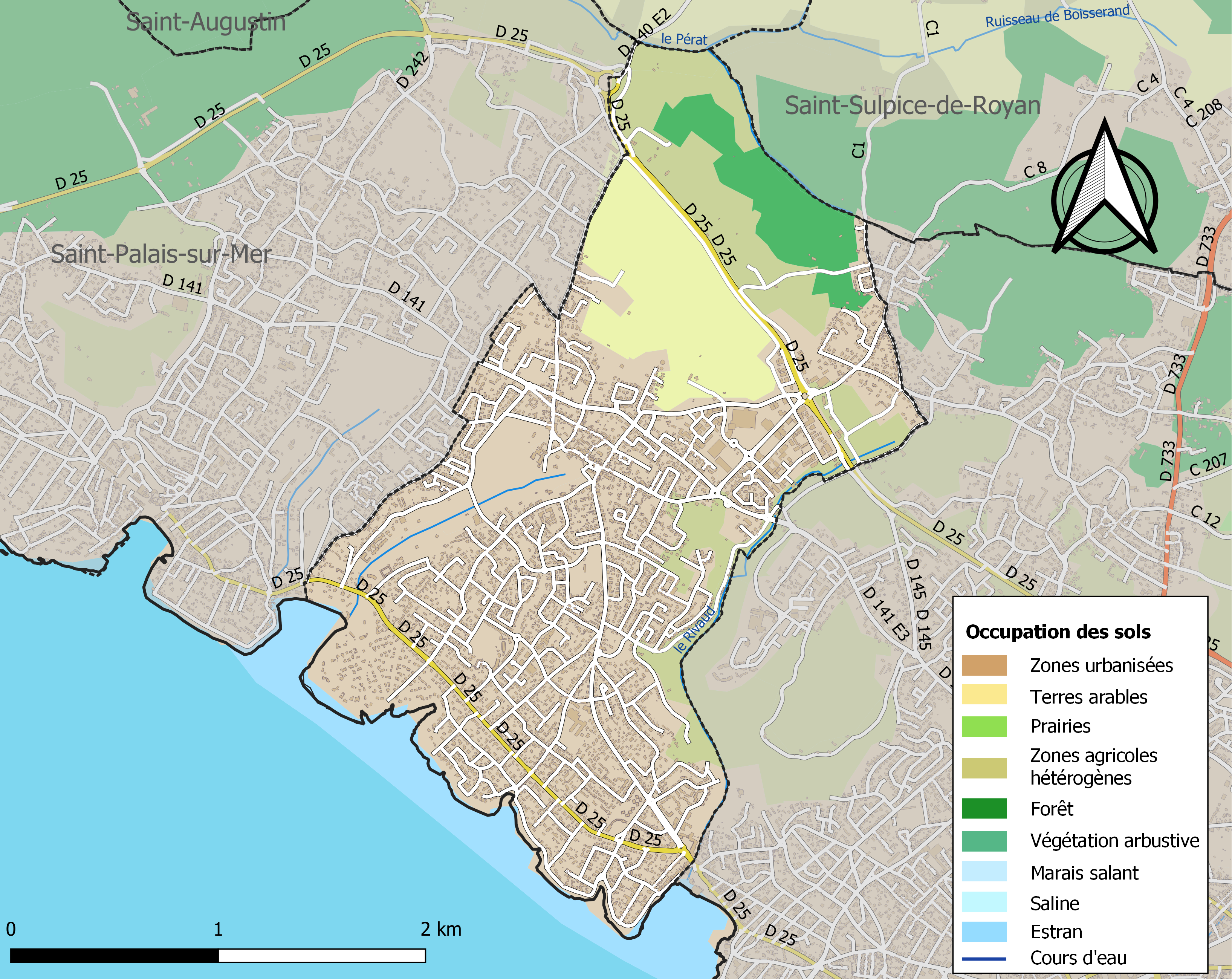

## Demografie
Onderstaande figuur toont het verloop van het inwonertal (bron: INSEE-tellingen).